# Koe wo Kikasete
"Koe wo Kikasete" (em japonês: 声をきかせて; lit. Let Me Hear Your Voice) é uma canção do grupo sul-coreano Big Bang. O seu lançamento ocorreu em 4 de novembro de 2009, como o terceiro single em língua japonesa do grupo e através da YG Entertainment e Universal Music Japan. A faixa título tornou-se o tema de abertura do drama japonês Ohitorisama (おひとりさま) da emissora TBS, exibido no mesmo ano.
Após o seu lançamento, "Koe wo Kikasete" alcançou a posição de número quatro pela parada semanal japonesa Oricon Singles Chart e mais tarde foi inserida na lista de faixas de Big Bang 2 (2011), terceiro álbum de estúdio japonês do grupo.

## Lançamento
"Koe wo Kikasete" foi lançado contendo três versões em seu formato físico. Sua edição regular é composta de um CD single e sua edição de CD single+DVD contém duas versões nomeadas como sendo do tipo A e B de mesmo conteúdo, diferindo-os pelo do tipo A conter como conteúdo extra, um suporte para fones de ouvido e do tipo B conter um pôster.

## Faixas e formatos
| Koe wo Kikasete – CD single |                                                           |         |  |
| N.º                         | Título                                                    | Duração |  |
| 1.                          | "Koe wo Kikasete" (声をきかせて) (Let Me Hear Your Voice) | 4:16    |  |
| 2.                          | "Ora Yeah!" (オラ Yeah!)                                  | 3:01    |  |
| 3.                          | "Koe wo Kikasete" (Club Mix)                              | 5:19    |  |
| Duração total:              | Duração total:                                            | 12:38   |  |

| Koe wo Kikasete – CD single+DVD |                                                           |         |  |
| N.º                             | Título                                                    | Duração |  |
| 1.                              | "Koe wo Kikasete" (声をきかせて) (Let Me Hear Your Voice) | 4:16    |  |
| 2.                              | "Ora Yeah!" (オラ Yeah!)                                  | 3:05    |  |
| 3.                              | "Koe wo Kikasete" (Versão acústica)                       | 4:18    |  |
| Duração total:                  | Duração total:                                            | 11:37   |  |

| Conteúdo bônus em DVD – Edição CD single+DVD |                                               |         |  |
| N.º                                          | Título                                        | Duração |  |
| 1.                                           | "Koe wo Kikasete" (Vídeo musical)             |         |  |
| 2.                                           | "Koe wo Kikasete" (Vídeo musical - Making of) |         |  |

## Desempenho nas paradas musicais
O lançamento de "Koe wo Kikasete" no Japão, levou o single a estrear em seu pico de número dez pela Billboard Japan Hot 100. Na parada da Oricon, a canção atingiu a posição de número quatro pela Oricon Singles Chart obtendo vendas de 20,051
mil cópias em sua primeira semana. Mais tarde em março de 2011, "Koe wo Kikasete" recebeu a certificação ouro pela Associação da Indústria de Gravação do Japão (RIAJ), devido sua vendagem de mais de cem mil cópias em formato digital para celulares.

### Posições
| Paradas (2009)                      | Melhor posição |
| ----------------------------------- | -------------- |
| Japão (Oricon Weekly Singles Chart) | 4              |
| Japão (Billboard Japan Hot 100)     | 10             |

### Certificações
| País  | Provedor | Certificação | Vendas  |
| ----- | -------- | ------------ | ------- |
| Japão | RIAJ     | Ouro         | 100,000 |

## Histórico de lançamento
| Região | Data                   | Formato                   | Gravadora                              |
| ------ | ---------------------- | ------------------------- | -------------------------------------- |
| Japão  | 4 de novembro de 2009  | CD single CD single + DVD | YG Entertainment Universal Music Japan |
| Taiwan | 13 de novembro de 2009 | CD single+DVD             | Universal Music Taiwan                 |